# Костянтинопільська сільська рада
| Костянтинопільська сільська рада — колишній орган місцевого самоврядування у Великоновосілківському районі Донецької області з адміністративним центром у с. Костянтинопіль. Сільській раді були підпорядковані населені пункти: - с. Костянтинопіль - с-ще Розлив - с. Улакли |

## Склад ради
Рада складалася з 20 депутатів та голови.

## Керівний склад сільської ради
| ПІБ                              | Основні відомості                                                               | Дата обрання | Дата звільнення |
| -------------------------------- | ------------------------------------------------------------------------------- | ------------ | --------------- |
| Юр'єв Олександр Олексійович      | Сільський голова, 1961 року народження, освіта, позапартійна                    | 26.03.2006   | 13.01.2010      |
| Куропятник Олександр Миколайович | Сільський голова, 1974 року народження, освіта середня спеціальна, безпартійний | 31.10.2010   |                 |

Примітка: таблиця складена за даними джерела